# Ковид 19
Коронавирусна болест 2019 (енгл. Coronavirus disease 2019), препознатљива под скраћеницом ковид 19 или COVID-19, заразна је болест узрокована тешким акутним респираторним синдромом вирус корона 2 (SARS-CoV-2). Болест се од 2019. проширила на цео свет што је довело до пандемије вируса корона 2019/20. Уобичајени симптоми обухватају повишену телесну температуру, кашаљ и отежано дисање. Ређи симптоми болести су: бол у мишићима, стварање испљувака и грлобоља. У већини случајева долази до благих симптома. С друге стране, тежи симптоми обухватају упалу плућа и отказивање органâ. Смртност по броју потврђених случајева процењује се на 1%—5%, али варира у зависности од старости пацијента и његовог постојећег здравственог стања.
Инфекција се шири од једне до друге особе капљичним путем — респираторним капљицама насталим током кашљања. Време инкубације до појаве првих симптома је обично између 2 до 14 дана (у просеку 5 дана). Стандардна метода дијагнозе је ланчана реакција полимеразном реверзном транскрипцијом (rRT-PCR) из назофарингеалног бриса или узорка испљувака. Испитивања антитела могу се користити и коришћењем узорка крвног серума. Инфекција се може регистровати из комбинације симптома, фактора ризика и CT-а прсног коша који показује карактеристике упале плућа.
У препоручене мере за превенцију (спречавање) болести спадају: правилно и редовно прање руку, одржавање удаљености од других особа и не додиривање нечијег лица. Употреба маски саветује се онима који сумњају да имају вирус и њиховим неговатељима, али не и широј јавности. Не постоји посебна антивирусна терапија за COVID-19.
Светска здравствена организација (СЗО) прогласила је избијање вируса корона 2019/20. пандемијом и јавно здравственом претњом од међународног значаја(PHEIC). Докази о локалном преношењу болести пронађени су у више земаља, у свих шест региона СЗО.
Неколико академика у Руској Федерацији сматра да су мере за контролу болести неадекватне.
Постоје сумње да је вирус креиран у лабораторији и намерно или ненамерно раширен широм света.